# Вигра (аэропорт)
Аэропорт Олесунн-Вигра (нюнорск Ålesund lufthamn, Vigra, (ИАТА: AES, ИКАО: ENAL)), также, аэропорт Олесунн — международный аэропорт, обслуживающий город Олесунн в фюльке Мёре-ог-Ромсдал, Норвегия. Он расположен на острове Вигра в муниципалитете Йиске. Имеет взлетно-посадочную полосу длиной 2314 метров, с координатами 06/24. В 2013 году аэропорт обслужил 1 077 209 пассажиров, что сделало его десятым по загруженности аэропортом в стране. Регулярные рейсы внутри страны в Осло, Берген и Тронхейм выполняются компаниями Scandinavian Airlines, Norwegian Air Shuttle и Widerøe. Международные регулярные рейсы выполняются авиакомпаниями KLM Cityhopper, Norwegian Air Shuttle, SAS и Wizz Air.
Первым аэропортом, обслуживающим Олесунн, был водный аэродром Сёрнесет. Нынешний аэропорт, изначально планировавшийся на острове Госса, открылся 7 июня 1958 года. Первоначально он имел взлетно-посадочную полосу длиной 1600 метров, а все международные рейсы выполнялись авиакомпанией Braathens,  за исключением региональных маршрутов, выполнявшихся Widerøe с 1971 по 1993 год. Braathens летал по всем маршрутам из Олесунна до 1998 года. Международные рейсы начались в 1977 году, а новый терминал открылся в 1986 году. С 1988 года в аэропорту работает служба санитарной авиации.
В период с 1995 по 1998 год в аэропорту базировалась 330-я эскадрилья поисково-спасательных операций КВВС Норвегии, эксплуатировавшая вертолёты Westland Sea King. В 1998 году в аэропорт начали летать Color Air. Понеся большие убытки, SAS купила Braathens, и Color Air закрылась. После этого появился Norwegian Air Shuttle, сначала в 2004, а затем в 2008 году. В 2007 году был расширен терминал, что позволило увеличить сеть международных маршрутов.

## История

### Проектирование
Планы регулярных рейсов в Олесунн впервые были сформулированы в 1919 году правительственной комиссией в рамках прибрежного маршрута гидросамолетов из Ставангера в Тронхейм. Первый самолёт приземлился в Олесунне 27 мая 1920 года. После этого регулярные рейсы не выполнялись. В ноябре 1929 года Воздушные Силы флота Норвегии создали базу в Скутвике недалеко от центра города, которую они использовали для вылова сельди. В следующем году они перенесли базу, открыв аэропорт Олесунн-Сёрнесет. Впоследствии аэропорт использовавшийся как для гражданских рейсов, так и Люфтваффе во время оккупации Норвегии, водный аэродром Сёрнесет использовался до 1979 года.
Работа над наземным аэропортом вокруг Олесунна началась с публичной речи Яльмара Рисер-Ларсена в 1933 году. В дальнейших выступлениях он предложил в качестве подходящих мест остров Вигра или район Моа в Спелкавике. Правительство предпочло первый вариант, включив его в свой план основных аэропортов на 1935 год. После нацистского вторжения в Норвегию во время Второй мировой войны Люфтваффе также рассматривало Моа как подходящее место для аэродрома, но вместо этого решило построить его на острове Госса, который не был завершен к концу войны.
После окончания войны муниципалитет округа Мёре-ог-Ромсдал учредил комиссию по поиску места для главного аэропорта округа. Они пришли к выводу, что, поскольку аэропорт на Госсе был почти завершен и находился почти в центре округа, это было бы предпочтительным местом. Лидеры сообщества в Олесунне лоббировали выбор Вигры, и в 1951 году два студента выполнили расчеты, показавшие, что использование острова Вигра будет дешевле, чем Госсы. Несмотря на это, остров Госса был избран парламентом в 1952 году.

### Строительство
Управление гражданских аэропортов выделило 3,2 миллиона норвежских крон на модернизацию аэропорта на Госсе в 1955 году. Однако компания Vestlandske Luftfartsselskap, которая выполняла рейсы на гидросамолетах вдоль побережья, запустила план эксплуатации самолетов Scottish Aviation Twin Pioneer с взлетно-посадочной полосы на Вигре. Поэтому CAA приостановило финансирование строительства Госсы. Муниципалитет Олесунна назначил комиссию, которая потребовала, чтобы длина взлетно-посадочной полосы составляла 1000 метров, что позволяло использовать de Havilland Heron. Они договорились о покупке необходимых 50 гектаров земли на острове и начали строительство 9 января 1957 года. В этот момент Вигра планировалась как региональный аэропорт.
В течение короткого периода CAA определило, что эксплуатация Twin Pioneer не будет одобрена и что после катастрофы рейса 253 Braathens SAFE Heron не будет разрешено летать зимой. Поэтому в феврале 1957 года муниципалитет подал заявку на присвоение Вигре статуса основного аэропорта. Парламент одобрил это и предоставил финансирование для его развития. Проект включал строительство взлетно-посадочной полосы размером 1600 × 40 метров и рулежной дорожки размером 350 м. Они были построены Veibygg, Fredrikstad Granittkompani и Korsbrekke og Lorck. Здание терминала имело размеры 820 квадратных метров, из которых 300 квадратных метров занимал ангар, построенным Бьерном Хаугсетом. Застройщиком и владельцем выступил муниципалитет Олесунна. Были также построены три радиомаяка.
Олесунн должен был быть связан как с аэропортом Осло-Форнебу, так и с прибрежным аэропортами Ставангера, Бергена и Тронхейма. Последний находился в ведении Vestlandske Luftfartselskap, но она обанкротилась в 1957 году. И Braathens SAFE, и SAS подали заявку на концессию аэропорта Олесунн. Первоначально министерство хотело передать прибрежные рейсы компании Braathens, а рейсы в Осло — компании SAS. Но после переговоров Braathens SAFE заявила, что готова летать по прибрежному маршруту без субсидий, если им будет предоставлен маршрут в Осло, что позволит им перекрестно субсидировать первый. Этот вариант был принят министерством.

### Начало деятельности

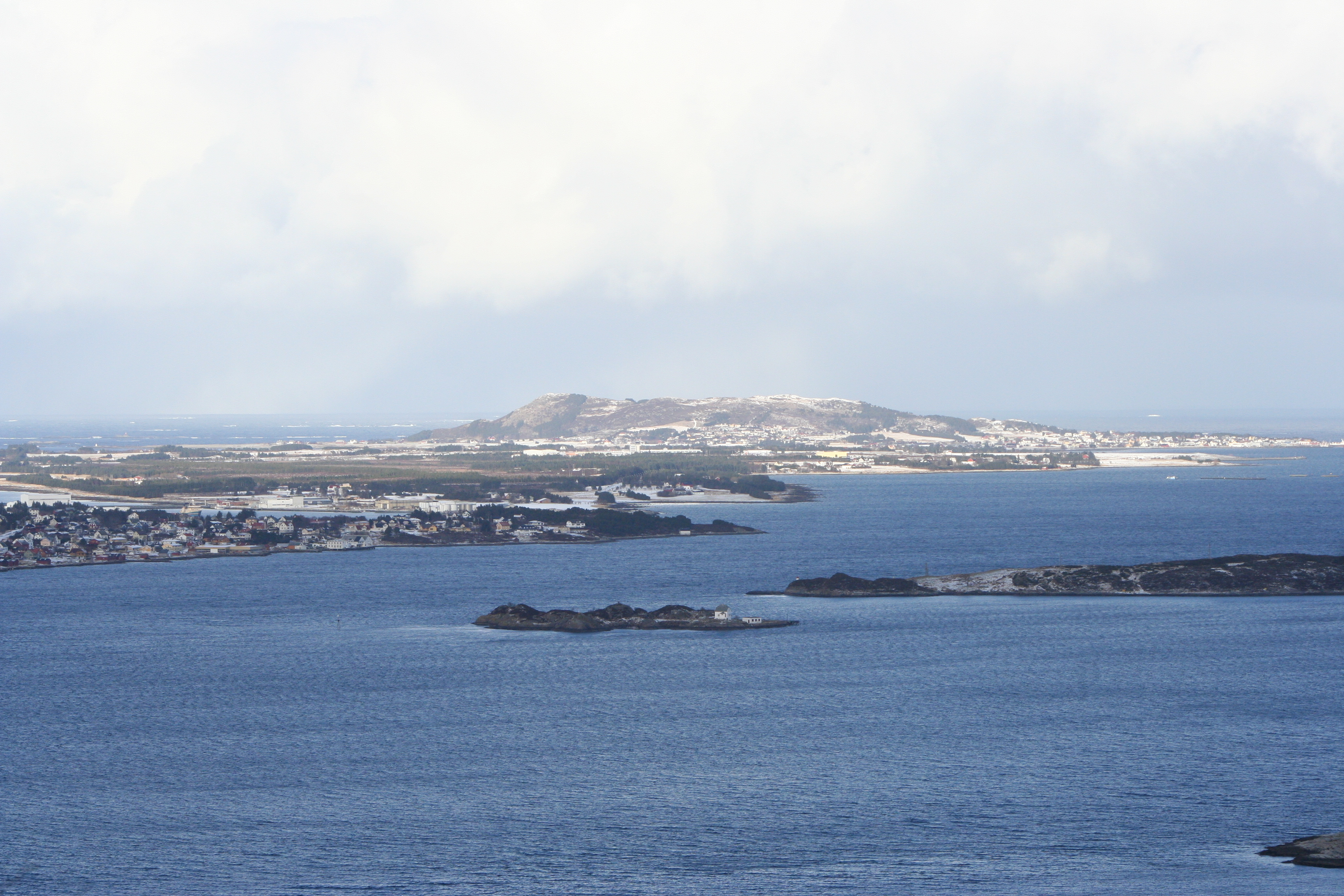
Вид на аэропорт и остров Вигра с воздуха.

Первый самолет приземлился в аэропорту 19 мая 1958 года, им был военный de Havilland Canada DHC-3 Otter, перевозивший оборудование для навигационных систем. 2 июня приземлился первый самолёт Braathens. Официальное открытие состоялось 7 июня и собрало 3000 зрителей. Сначала полеты выполнялись на Douglas DC-4. Выполнялись по одному рейсы в Осло и в прибрежные города в день.
Изначально в терминале аэропорта не было других помещений, кроме зала ожидания. Регистрация и выдача багажа производились в офисе Braathens SAFE в центре города. Затем они доставлялись на автобусе компании Record og Vigra Rutelag в аэропорт. Она также управляла новым автомобильным паромом, который соединял Олесунн и Вальдерёй. В 1965 году его управление было передано администрации фёльке.
В сентябре 1959 года право собственности на аэропорт вернулось к государству. Это совпало с открытием новой рулежной дорожки и новой системы ILS, однако её можно было использовать только на взлетно-посадочной полосе 25. Передатчик Vigra располагался на пути в другом направлении. ILS был установлен без внутреннего маркера. В 1960 году взлетно-посадочная полоса была расширена, чтобы освободить место для секции авиации общего назначения возле диспетчерской вышки. Из-за затопления взлетно-посадочной полосы в следующем году ее пришлось повторно заасфальтировать.
Компания Braathens представила свой новый Fokker F27 Friendship 9 января 1959 года. В рамках летней программы он выполнял два ежедневных рейса в Осло, а с 1961 года - дважды в день по прибрежному маршруту. В 1963 году были установлены всенаправленный дальномерный радиомаяк и всенаправленный азимутальный радиомаяк. В 1960-х годах в аэропорту Олесунна резко увеличился трафик. Третий ежедневный рейс в Осло был введен в августе 1963 года, а по прибрежному маршруту - со 2 мая 1964 года. Последний был продлен до аэропортов Будё и Тромсё, а с 1 апреля 1967 года был введён четвертый ежедневный рейс. Часть рейсов в Осло выполнялись на Douglas DC-6. Год спустя прибрежный маршрут выполнялся пять раз в день, а с 1969 также часто выполнялись и рейсы в Осло. В том же году был установлен визуальный индикатор наклона захода на посадку, а в марте в аэропорту приземлился первый Fokker F28 Fellowship.
В апреле 1965 судно на воздушной подушке компании MRF, следовавшее из Эрсты в Ондалснес с остановками в Харэйде, Олесунне, на Вигре и в Молде, затонуло вместе с 18 пассажирами на борту. После трагедии этот морской маршрут хоть и не был полностью закрыт, однако во время осенних штормов власти отозвали эксплуатационный сертификат из соображений безопасности.
В течение двух лет количество аэропортов в Мёре-ог-Ромсдал увеличилось с одного до четырех, что резко повлияло на пассажиропоток Вигры. 30 июня 1970 был открыт аэропорт в Кристиансунне, после чего туда были переведены два из четырех ежедневных рейсов в Осло. 1 июля 1971 был открыт Аэропорт Эрста-Волда в Ховдене, вместе с тремя аэропортами в Согн-ог-Фьюране — Флурё, Фёрде и Согндал. Примерно в то же время из них были начаты рейсы авиакомпании Widerøe в Олесунн, выполняемые на de Havilland Canada DHC-6 Twin Otter.. 5 апреля 1972 года был открыт аэропорт Молде. В том же году компания Braathens начала использовать Boeing 737-200 на одном из рейсов в Осло.
В 1972 году было открыто новое здание площадью 728 квадратных метров, которое включало новую пожарную часть, командный центр и мастерскую. В 1976 году в аэропорту прекратили использовать Fokker F27, когда Braathens вернулся к пятнадцати ежедневным рейсам. Пять рейсов компании по прибрежному маршруту выполнялись Fokker F28, а Boeing 737 выполняли все рейсы в Осло. Чтобы справиться с возросшим трафиком, терминал был немного расширен за счет временной конструкции, что позволило аэропорту одновременно обслуживать два самолета.

### Расширение
В июне 1977 года авиакомпания Stjernereiser выполнила первый туристический чартерный рейс из Олесунна на Sud Aviation Caravelle, принадлежащий Transeuropa, в Пальма-де-Майорку. Короткая взлетно-посадочная полоса не позволила полностью заправить самолёт и ему пришлось сделать остановку в Ставангере для дозаправки. Аэропорт обслуживал использовала ограниченное количество чартеров, в основном потому, что все рейсы должны были иметь промежуточную посадку.
Оператор санитарной авиации Mørefly, базирующаяся в Олесунне, переместила свою базу из Сёрнесета в Вигру в 1979 году. Это последовало за строительством нового ангара и офисного здания в аэропорту. Braathens расширил свои городские офисы в 1979 году, а в следующем году к терминалу было пристроено новое крыло для международных рейсов. С этого момента багаж можно было забрать либо в аэропорту, либо в офисе в центре города.
Между тем, увеличение трафика потребовало новой серьезной модернизации аэропорта. В 1982 году мастерские аэропорта были расширены за счет дополнительных гаражей и офисных помещений. В ноябре 1984 года была введена в эксплуатацию новая диспетчерская вышка площадью 953 квадратных метра. Новый терминал площадью 4816 квадратных метров также был построен за 53 миллиона норвежских крон. Он включал верхний этаж с рестораном.
С 12 сентября 1983 года MRF запустила скоростной паром из Харэйда в Вигру. Парковку расширили с 60 до 254 мест, а с 1986 года она стала платной. Частный конкурент Vigra Parkering предлагал услуги парковки с 1985 по 1991 год, после чего участок выкупил CAA. В новом терминале также можно было арендовать автомобили от четырех компаний. Хотя старый терминал предлагалось использовать в качестве морского вертолетного терминала, в 1986 году он загорелся и в следующем году был снесен.. 14 апреля 1986 года, Mørefly открыла первоеый международный регулярный рейс в аэропорт Абердина в Великобритании. В связи с этим аэропорт ввел систему безопасности для избранных пассажиров. Рейсы в Абердин были прекращены 28 марта 1987 г.
1 января 1988 года была создана Норвежская служба санитарной авиации. Вигра была выбрана в качестве базы как для самолетов Beechcraft Super King Air, так и для вертолёта Aérospatiale SA365N Dauphin 2. С 1 ноября 1988 г по 31 января 1989 г Mørefly использовала поисково-спасательный вертолет Aérospatiale SA332 Super Puma, прежде чем он был переведён из Вигры. Dauphin были переведены на вертодром больницы Олесунна, когда она открылась в 1993 году. В 1995 году Mørefly был поглощён авиакомпанией Lufttransport.
С 1987 по 1989 год был открыт прямой маршрут в аэропорт. Он состоит из эллингсойкого тоннеля длиной 3520 метров между Олесунном и Эллингсойей, валдерёйского тоннеля длиной 4222 метра, соединяющего острова Эллингсойя и Вальдерёйя, и других. Это позволило путешественникам из Олесунна добираться до аэропорта без парома. До 25 октября 2009 года проезд по тонеллям был платным. С 1 января 1988 года паромная переправа и автобусные перевозки в аэропорту перешли к департаменту автомобильных дорог Олесунна.
В 1991 году была завершена работа над системой указателей траектории точного захода на посадку. Три года спустя была введена в действие система АТИС. Возможности аэропорта в течение многих лет были ограничены короткой взлетно-посадочной полосой. Строительство туннелей привело к появлению большого количества отработанного грунта, который можно было использовать для рекультивации земель к востоку от туннеля и расширения взлетно-посадочной полосы вдоль него. Однако расширение взлетно-посадочной полосы не производилось до 1994 года и стоило 60 миллионов норвежских крон. Новая взлетно-посадочная полоса длиной 2300 метров была введена в эксплуатацию 20 октября 1995 года. Наиболее важной частью этого расширения было то, что инклюзивные туристические чартерные рейсы возобновились из аэропорта после нескольких лет отсутствия из-за необходимости остановки для дозаправки. Поэтому в 1996 году в аэропорту открылся магазин беспошлинной торговли.
Braathens представила свой Boeing 737-500 в Олесунне в 1990 году, заменив свои старые 737-200 к 1995 году. Widerøe ушел из Олесунна в 1993 году, когда были списаны самолёты Twin Otter. В том же году компания Braathens передала некоторые маршруты в Олесунн своему региональному филиалу Norwegian Air Shuttle, который эксплуатировал Fokker 50.
Поисково-спасательная служба Super Puma подстегнула требования общественности о размещении спасательного вертолета в аэропорту. С 11 сентября 1995 года 330-я эскадрилья Королевских ВВС Норвегии разместила в Олесунне вертолет Westland Sea King. Однако близость к главному аэродрому Эрланд доказывала, что оттуда местность хорошо прикрыта. Поэтому служба была закрыта с 1 января 1999 г. и переведена на аэродром Рюгге.

### Дерегуляция
Норвежский рынок авиаперевозок был дерегулирован с 1 апреля 1994 года. Первоначально это мало повлияло на Вигру, поскольку в аэропорту Форнебу не хватало мест для новых участников, чтобы начать летать в Олесунн. Наоборот, дерегулирование первоначально привело к тому, что Braathens прекратила прибрежное сообщение с Северной Норвегией, хотя и сохранила рейсы в Берген и Тронхейм. С 19 апреля 1998 года Braathens начала обслуживание Олесунна на Boeing 737-700. В 1998 году в аэропорту был установлен радар. В том же году была заменена вся электроника диспетчерской вышки.

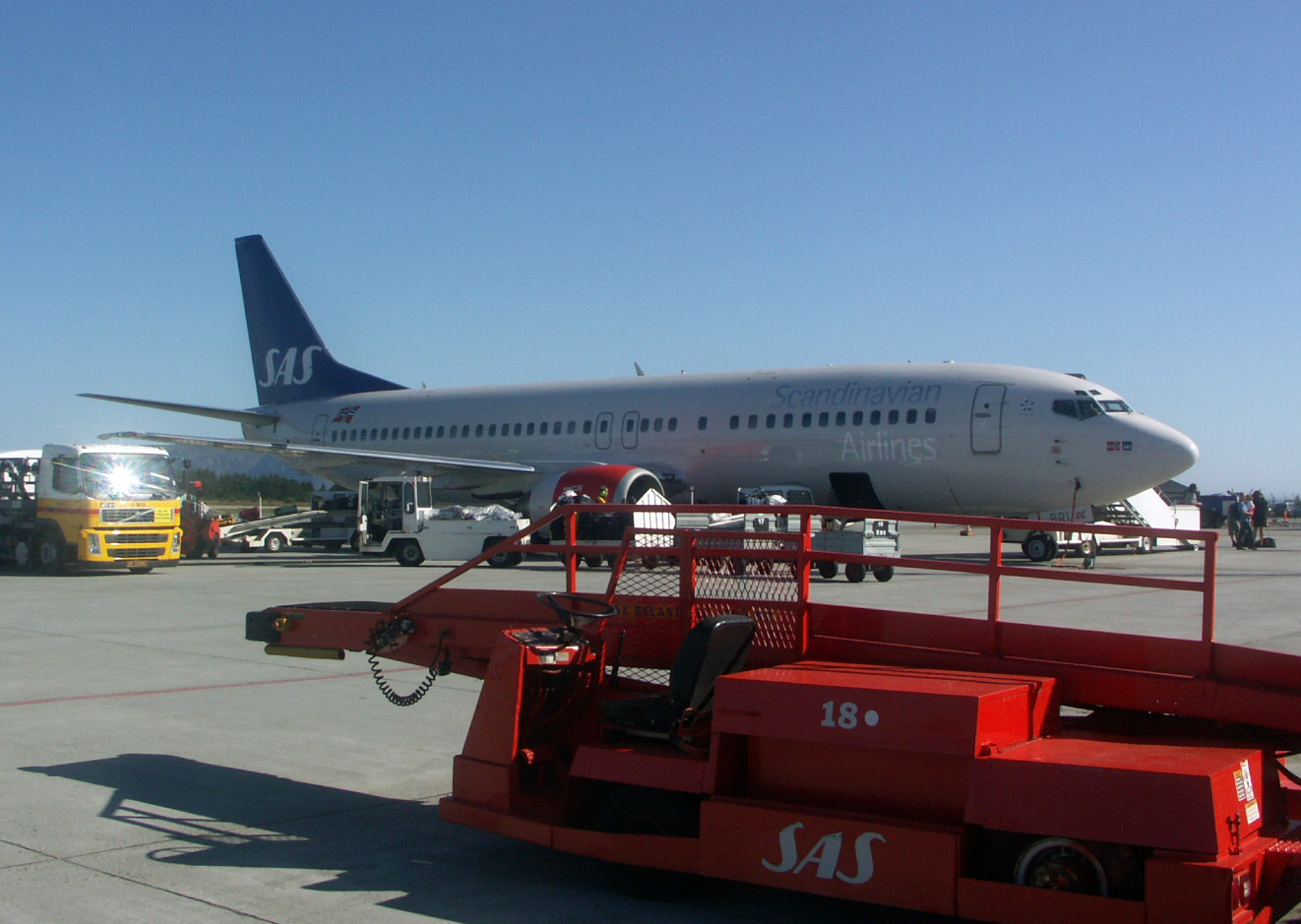
Boeing 737-400 Scandinavian Airlines.

8 октября 1998 года Форнебу был заменен аэропортом Гардермуэн, в котором было достаточно места для новых маршрутов. Бизнесмен из Олесунна Олав Нильс Сунде увидел возможность основать бюджетную авиакомпанию Color Air. С 6 августа она начала выполнять рейсы два раза в день из Олесунна в Гардермуэн, используя Boeing 737-300 SAS introduced flights from Oslo to Ålesund on 7 December.. SAS открыла рейсы из Осло в Олесунн 7 декабря. Первоначально они использовали Douglas DC-9 и McDonnell Douglas MD-80, а затем перешли на Boeing 737-600. Таким образом, количество рейсов в Осло увеличилось с семи до семнадцати. Три оператора начали интенсивную ценовую войну, которая в течение года обошлась им в 3 миллиарда норвежских крон. Color Air прекратила свою деятельность 27 сентября 1999 г. SAS также открыла маршрут из Олесунна в аэропорт Копенгагена через Берген, который вскоре был закрыт.
SAS купила Braathens в мае 2001 года, с 2002 года две авиакомпании SAS Group координировали свои рейсы в Олесунн. Их наземные службы были переданы SAS Ground Handling. В 2002 году Norwegian Air Shuttle была переформатирована из регионального перевозчика в бюджетную авиакомпанию. Она вступила в конкуренцию с SAS Group и 23 августа 2003 года запустила маршрут в Осло на Boeing 737-300, используя Røros Flyservice в качестве наземного оператора. Большинство из их сотрудников ранее работали на Braathens. Norwegian работал в Олесунне только до 10 октября 2004 г. Braathens и SAS объединились в 2004 году, чтобы создать SAS Braathens, которая обслуживала Олесунн до 1 июня 2007 года, когда Scandinavian Airlines восстановились как отдельная компания.

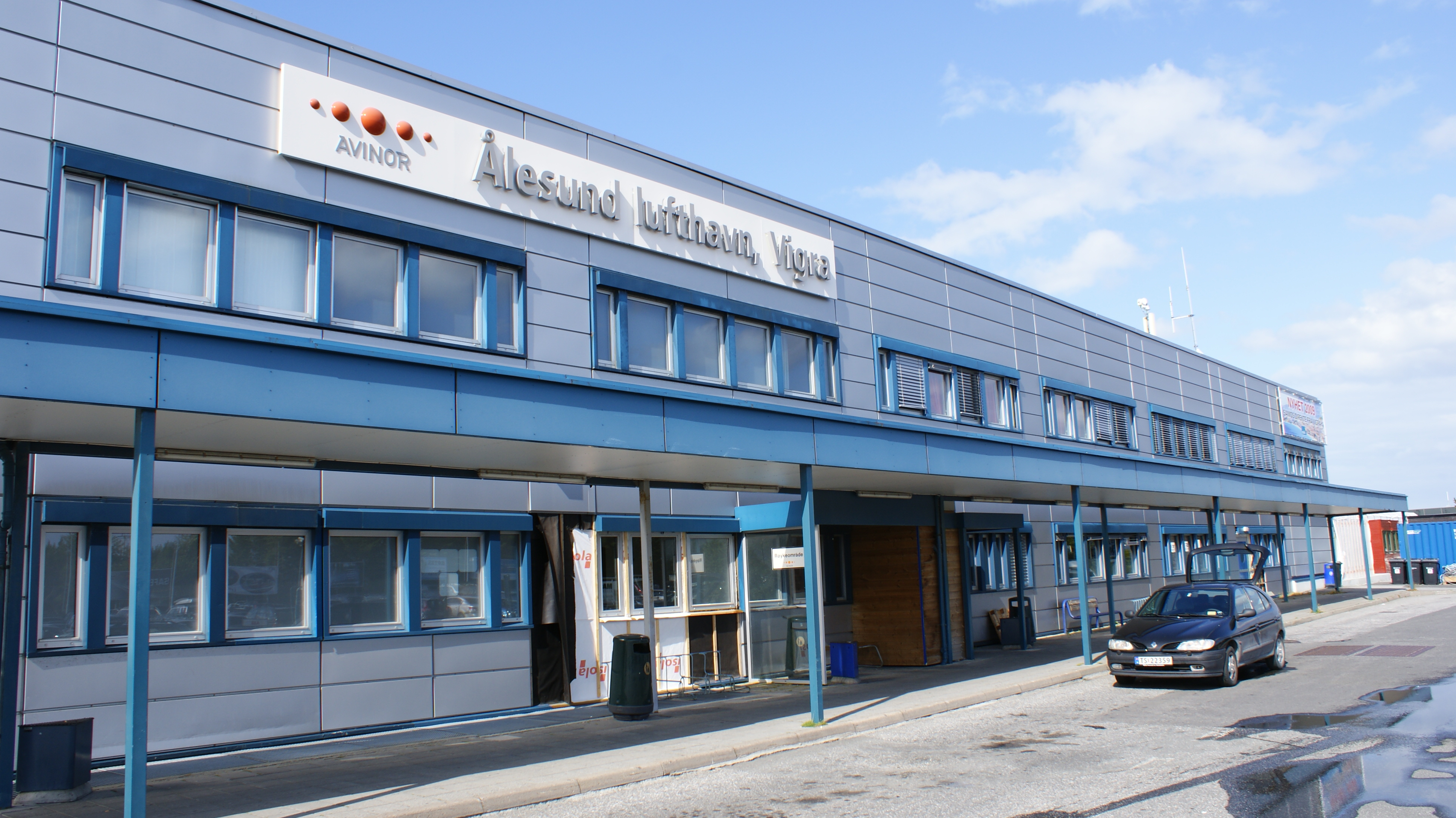
Внешний вид терминала.

Полная проверка безопасности всех пассажиров началась 1 января 2004 г. В 2006 г. была установлена автоматизированная система наблюдения за погодой. В том же году все автобусные перевозки в аэропорту были переданы Nettbuss. В 2006 году открылось дополнительное взлетное поле для секции авиации общего назначения. В апреле следующего года главный терминал был расширен до 620 квадратных метров. Это включало секцию прибытия для международных пассажиров с собственной багажной каруселью и большим магазином беспошлинной торговли. Это позволило одновременно прибывать внутренним и международным пассажирам.
1 июня 2007 года SAS Braathens начала выполнять рейсы в лондонский аэропорт Гатвик раз в две недели. Он был прекращен в 2008 году. 20 марта 2008 года Air Baltic представила рейсы в аэропорта Риги. С 31 марта 2008 года SAS начала ежедневные рейсы в своего хаб в аэропорту Копенгагена. С 25 октября 2009 года по этому маршруту для SAS летала компания Cimber Sterling на Bombardier CRJ200. Посещения такого маршрута было недостаточно, и в следующем году SAS ввела рейсы раз в неделю There was insufficient patronage for such a route and SAS resumed a daily service the following year..
Компания Norwegian вернулась в Олесунн 10 сентября 2008 г, когда вновь открыла свои рейсы в Осло. Они ввели двухнедельные рейсы в Гатвик с 16 апреля 2011 г, а также рейсы в Олесунн, Тронхейм и Берген в рамках зимней программы 2011 г. В 2012 году они также открыли еженедельные рейсы в Аликанте и Гран-Канарию в Испании. Рейсы в Тронхейм не имели достаточного спроса и были закрыты с 1 февраля 2013 г. В ответ Krohn Air 3 марта 2013 г. открыла рейсы в Тронхейм два раза в день. Они были прекращены 13 сентября того же года.
С марта 2013 года Wizz Air трижды в неделю запускает рейсы в гданьский аэропорт имени Леха Валенсы, Польша. С 4 апреля KLM Cityhopper начала выполнять рейсы в амстердамский аэропорт Схипхол два раза в день Fokker 70. 5 июня Wizz Air запустила рейсы два раза в неделю в аэропорт Вильнюса, Литва. В январе 2014 года Norwegian прекратила свои рейсы в Берген. В ответ Widerøe начал обслуживать Берген в рамках летней программы 2014 года. В ответ SAS открыла больше рейсов в Берген и Тронхейм и заменила некоторые из них меньшими самолетами ATR 72, которыми управляет Jet Time.

## Инфраструктура
Аэропорт расположен на острове Вигра в коммуне Йиске, Норвегия. Площадь главного терминала составляет 6 400 квадратных метров, включая диспетчерскую вышку. Вигра — международный аэропорт с отдельными зонами вылета и прибытия для внутренних и международных рейсов. В международной секции есть магазин беспошлинной торговли площадью 160 квадратных метров как для прибывающих, так и для отбывающих пассажиров. На верхнем этаже находится ресторан, а на нижнем — кафе и киоск. В аэропорту есть пожарно-спасательная служба 7-й категории. Наземное обслуживание обеспечивается SAS Ground Handling и Aviator.
Асфальтовая взлетно-посадочная полоса имеет размеры 2314 × 45 метров и координаты 24/06 (с северо-востока на юго-запад). Взлетно-посадочная полоса 06 имеет заявленный доступный разбег (TORA) 2164 метра и доступную посадочную дистанцию (LDA) 2014 метров. TORA и LDA взлетно-посадочной полосы 24 составляют 2314 и 2083 метра соответственно. В аэропорту отсутствует параллельная рулежная дорожка. Высота аэропорта составляет 21 метр над средним уровнем моря. Аэропорт оборудован системой ILS категории I. Аэродром также оснащен доплеровским УКВ всенаправленным оборудованием для измерения дальности, а также тактической аэронавигационной системой.

## Авиакомпании и направления
Следующие авиакомпании выполняют регулярные и чартерные рейсы из аэропорта Олесунна:
У норвежской санитарной авиации есть самолет скорой помощи с неподвижным крылом, дислоцированный в аэропорту. Beechcraft King Air 200 эксплуатируется Lufttransport с медицинским персоналом из Møre og Romsdal Hospital Trust. В 2013 году самолет совершил 1632 вылета продолжительностью 1264 часа.

## Статистика
Аэропорт Олесунна обслужил 1 055 098 пассажиров в 2013 году, из которых 256 512 были пассажирами международных рейсов. В аэропорту было совершено 16 057 полетов самолетов и обработано 641 тонна груза. Олесунн - десятый по загруженности аэропорт Норвегии по пассажиропотоку.
Данные из запроса в Викиданные.

## Наземный транспорт
Vy Buss управляет парком из восьми автобусов для аэропортов. Они отправляются в центр Олесунна и Моа в соответствии с расписанием рейсов. В аэропорту есть парковка на 1050 машиномест, разделенных на четыре категории: краткосрочная, бизнес плюс, бизнес и эконом. Прокат автомобилей доступен в компаниях Avis, Budget, Europcar, Hertz и Sixt. Также доступны услуги такси.